# İlkay Gündoğan
İlkay Gündoğan, född 24 oktober 1990 i Gelsenkirchen, Tyskland, är en tysk fotbollsspelare som spelar för Manchester City.

## Klubblagskarriär

### Manchester City
Den 2 juni 2016 skrev Gündoğan på ett fyraårskontrakt med Premier League-klubben Manchester City. Han blev därmed klubbens första värvning under tränaren Pep Guardiola. Han gjorde sin debut den 14 september och spelade för första gången på fyra månader i en gruppspelsmatch i Uefa Champions League hemma mot Borussia Mönchengladbach. City vann med 4–0 och han kämpade till sig en straff som konverterades av Sergio Agüero som satt den. Tre dagar senare startade Gündoğan och gjorde mål med ett lågt skott med höger fot mot AFC Bournemouth i en 4–0-seger på City of Manchester Stadium. Han fortsatte sin form genom att göra två mål mot Barcelona i en 3–1-seger hemma i gruppspelet i Champions League.
Den 14 december, i en Premier League-match mot Watford, byttes Gündoğan ut i den 44:e minuten eftersom han åstadkommit en skada på knät. Guardiola sa att han skulle bli borta i flera månader. Det bekräftades senare att Gündoğan slet av sitt korsband i sitt högra knä och skulle missa resten av säsongen.
Den 16 september 2017 gjorde Gündoğan sitt första framträdande för Manchester City på nio månader när han kom in som avbytare i lagets 6–0-vinst mot Watford i Premier League. Tre månader senare gjorde han sitt första mål för säsongen med en nick, assisterad av Leroy Sané, vilket gav City ledningen i en 4–1-seger mot Tottenham Hotspur. Den 4 mars 2018 satte han två passningsrekord i Premier League i en 1–0 hemmaseger över Chelsea: de för flest passningar (174) och för flesta lyckade passningar (167) i en enda match; den tidigare innehavaren av båda rekorden hade varit hans lagkamrat Yaya Touré, som gjorde 157 lyckade passningar av 168 försök mot Stoke City i december 2011.
I augusti 2019 skrev han på ett nytt fyraårskontrakt med Manchester City.
Den 21 september 2020 testade Gündoğan positiv för Covid-19, vilket innebar att han skulle behöva isolera sig själv i tio dagar. Detta tillkännagavs samma dag som Manchester Citys första match för säsongen mot Wolverhampton Wanderers skulle spelas. Han gjorde sitt första Premier League-mål för säsongen den 15 december 2020 i en 1–1-hemmamatch mot West Bromwich Albion. Den 7 februari 2021 gjorde han två mål i en ligaseger med 4–1 borta mot Liverpool, vilket innebar Citys första seger på Anfield sedan 2003.
Den 12 februari 2021 mottog han Månadens spelare i Premier League för sina enastående prestationer under hela januari. Den 12 mars 2021 mottog han månadens spelare i Premier League för andra månaden i rad, med fyra mål och en assist på fem matcher. Därmed blev han den första spelaren för Manchester City att vinna back-to-back-priser för klubben. Han avslutade säsongen som Manchester Citys bästa målskytt under Premier League-säsongen med 13 mål.

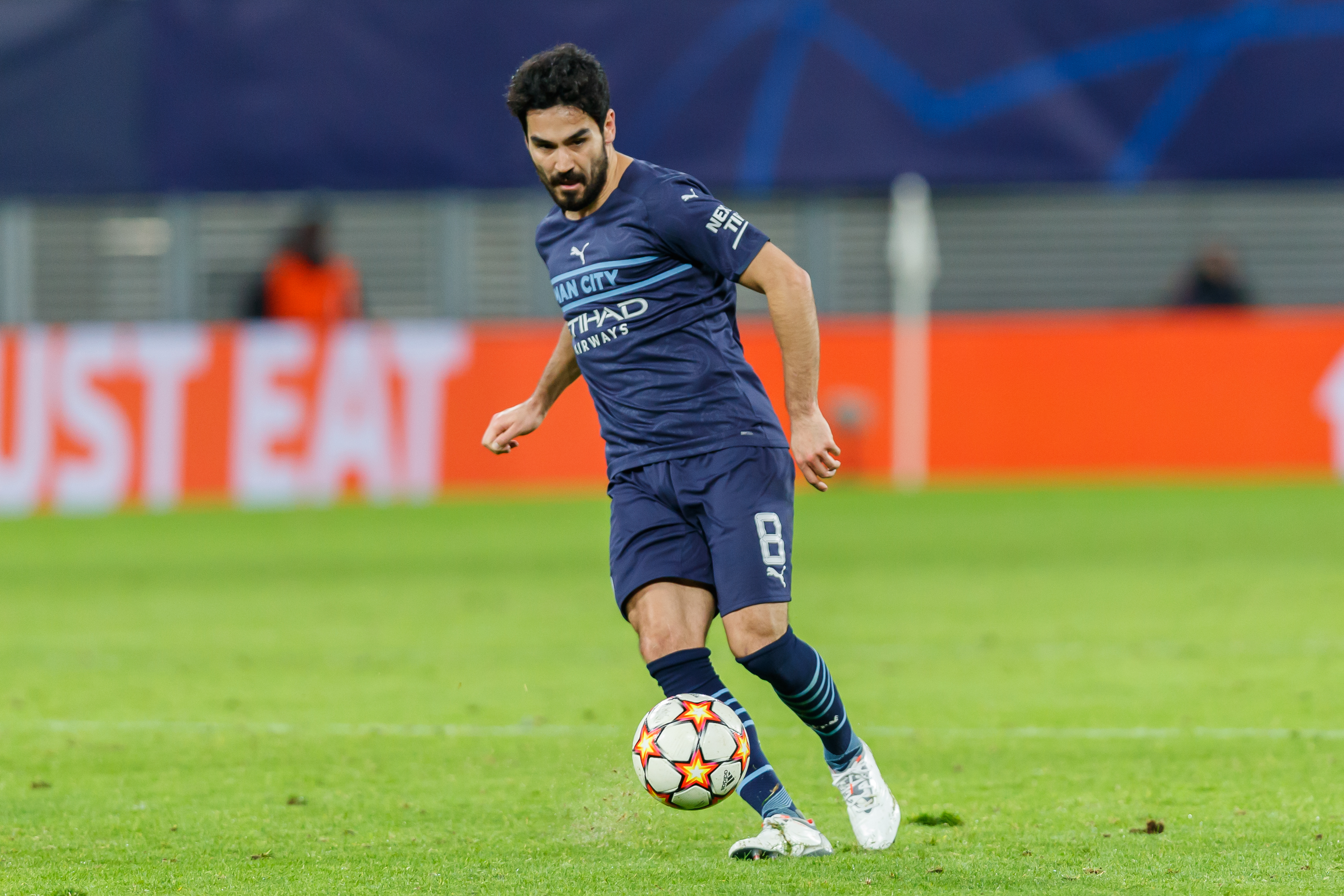
Gündoğan under en Champions League-match mot RB Leipzig, 2021

Den 22 maj 2022 gjorde Gündoğan två mål när City vände ett underläge på 0–2 till 3–2 mot Aston Villa för att säkra klubbens åttonde ligatitel.

### Barcelona
Den 26 juni 2023 bekräftade Barcelona att Gündoğan skulle ansluta till klubben den 1 juli samma år på ett tvåårskontrakt, i samband med avslutet på hans kontrakt med Manchester City.

## Landslagskarriär
Efter att ha spelat för flera ungdomslandslag debuterade Gündoğan för tyska A-landslaget den 11 oktober 2011 i en Tysklands 3–1-vinst mot Belgien i kvalet till EM 2012. Gündoğan var en del av Tysklands trupp till EM 2012, VM 2014, VM 2018, EM 2020 och VM 2022.

## Meriter

### Klubb
Borussia Dortmund
- Bundesliga: 2011/2012
- Tyska cupen: 2011/2012
- Tyska supercupen: 2013

Manchester City
- Premier League: 2017/2018, 2018/2019, 2020/2021, 2021/2022, 2022/2023
- Uefa Champions League: 2022/2023
- FA-cupen: 2018/2019, 2022/2023
- Engelska Ligacupen: 2017/2018, 2018/2019, 2019/2020, 2020/2021
- FA Community Shield: 2018, 2019

### Landslag
- VM-guld 2014

### Individuellt
- ESM Team of the Year: 2013